# Мушников, Леонид Леонидович
Леони́д Леони́дович Му́шников (30 декабря 1992, Караганда, Казахстан) — российский и казахстанский футболист, полузащитник.

## Карьера
Воспитанник омской СДЮСШОР «Динамо» (тренер С. В. Воропаев). В юношеском возрасте попал в московский «ЦСКА». Один сезон провел за молодёжный состав «армейцев». В 2011 году был заявлен за «Иртыш», но практически не играл и впоследствии был выставлен на трансфер. С 2011 по 2013 год играл в литовской А Лиге за «Шяуляй». В январе 2014 года вновь перешёл в «Иртыш». В начале 2016 года Мушников перешёл в литовский клуб «Жальгирис» (Каунас).
Окончил Всероссийский заочный финансово-экономический институт.